# 実力行使
法執行官による実力行使（じつりょくこうし、英語: use of force）は、「（法の執行に対して）不本意な対象者に（法の）遵守を強制するために警察が必要とする、ある程度の労力（amount of effort required by police to compel compliance by an unwilling subject）」として定義されることがある。

## 日本法での扱い

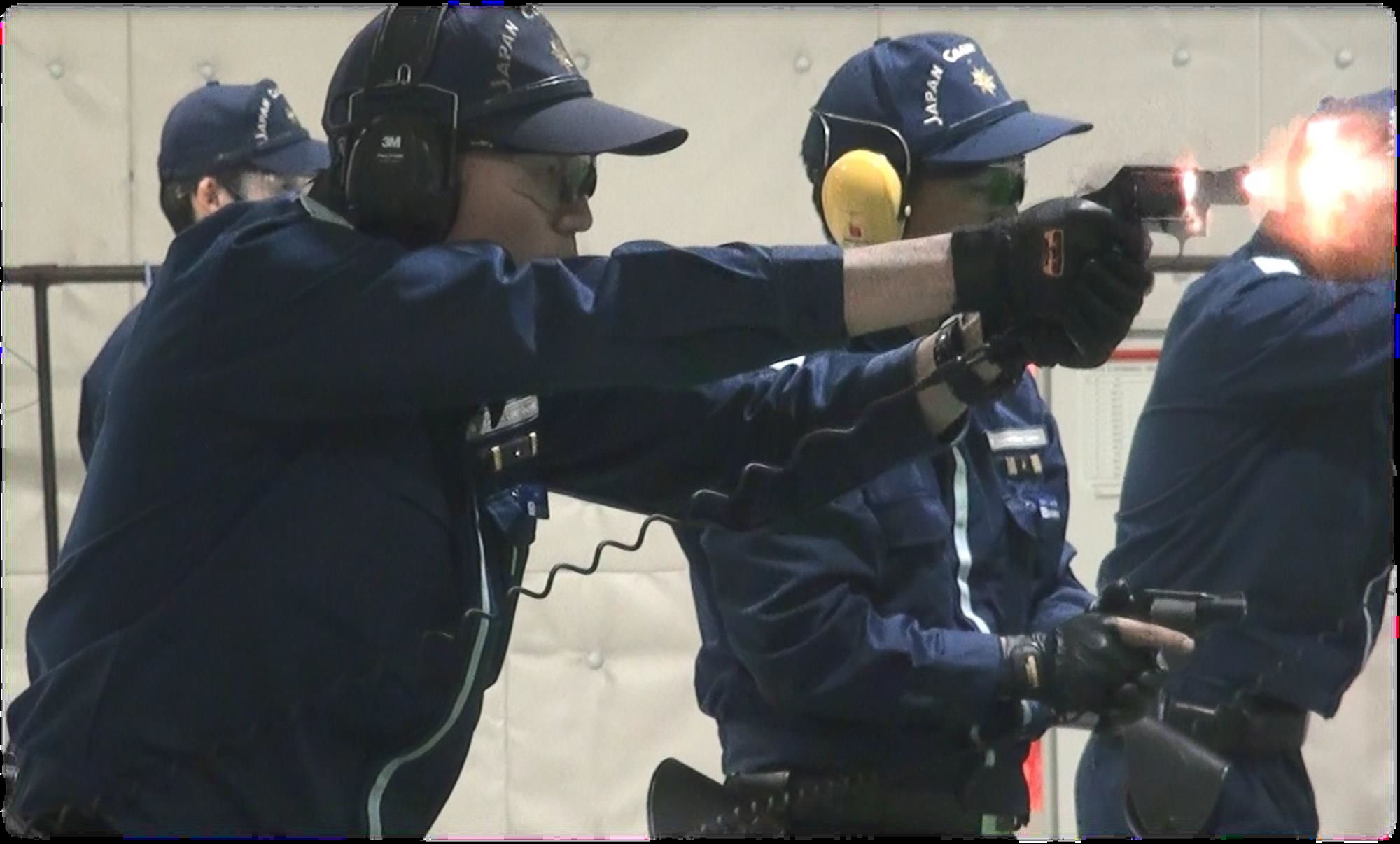
拳銃の射撃訓練を行う海上保安官

日本の警察官による実力行使の強度の頂点にあるのが武器の使用である。逮捕の手段としてどの程度の実力行使が許されるかについては、武器の使用の場合を除いて、実定法上の明文規定は存在しない。
警察官職務執行法第7条に基づき、警察官は、犯人の逮捕若しくは逃走の防止、自己若しくは他人に対する防護又は公務執行に対する抵抗の抑止のため、武器を使用することができる。ただしその使用は「その事態に応じ合理的に必要と判断される限度」に制限されるほか、危害射撃（人に危害を加えることが合理的に予測されるような方法で武器を使用すること）を行えるのは、正当防衛および逮捕状の執行を除けば、重大凶悪犯罪あるいは逮捕状が発布されている犯人の逮捕や逃走防止、あるいは重大凶悪犯罪の制止の目的に限られるという制約がある。
この「合理的に必要と判断される限度」という要件はいわゆる警察比例の原則を明らかにしたものであり、これは有形力の行使全般に当てはまるものと解される。「受傷事故防止を中心とした警察官の勤務および活動の要領」（昭三七・五・一〇警察庁次長通達）では、相手方の凶暴性・抵抗の態様等によって、取りうる手段を「警棒の使用および逮捕術の活用」「拳銃の取り出し」「拳銃を構える」「威嚇射撃する」「相手に向かって撃つことができる」と、その態度と様態を段階的に示している。警棒・警杖は警察官職務執行法に定められた「武器」には当たらないと解されるものの、本来の用途を超えて人を殺傷するような方法で使用する場合は、実質的に武器の使用に準ずるものとした判例がある。
なお、重大凶悪犯罪とは緊急逮捕の対象となる罪のうち凶悪なものとされており、警察官等拳銃使用及び取扱い規範（昭三七国家公安委員会規則七）では下記の3種類が示されている。
1. 不特定若しくは多数の人の生命若しくは身体を害し、又は重要な施設若しくは設備を破壊するおそれがあり、社会に不安又は恐怖を生じさせる罪：爆発物不法使用や現住建造物等放火などが挙げられている[7]。
2. 人の生命又は身体に危害を与える罪：殺人や傷害などが挙げられている[7]。
3. 人の生命又は身体に対して危害を及ぼすおそれがあり、かつ、凶器を携帯するなど著しく人を畏怖させるような方法によって行われる罪

海上保安官や麻薬取締官などの特別司法警察職員、あるいは治安出動時の自衛官などが武器の使用を行う場合も、それぞれの根拠法に基づき、警察官職務執行法を準用することになる。また、船舶を狙う場合はどこを狙っても人に対して危害を加える可能性があり、また確実な射撃が困難である上に、巡視船等が不用意に被疑船舶に近付くことが難しいなど、海上における特殊性を考慮し、海上保安庁法では、犯罪の構成要件に該当せずとも海上における危険行為に対する措置のため、また船舶の同一性等を確かめるための立入検査のために武器を使用することを認めている。これらの規定は、海上警備行動および海賊対処行動を命ぜられた部隊の自衛官にも準用される。
なお、防衛出動下（戦時）における自衛官の「武力の行使」は、「国際の法規及び慣例」及び「事態に応じ合理的に必要と判断される限度」に従い行われるため、治安出動等と異なり警職法による武器の使用の制約は基本的に存在しない。

## 日本国外の状況

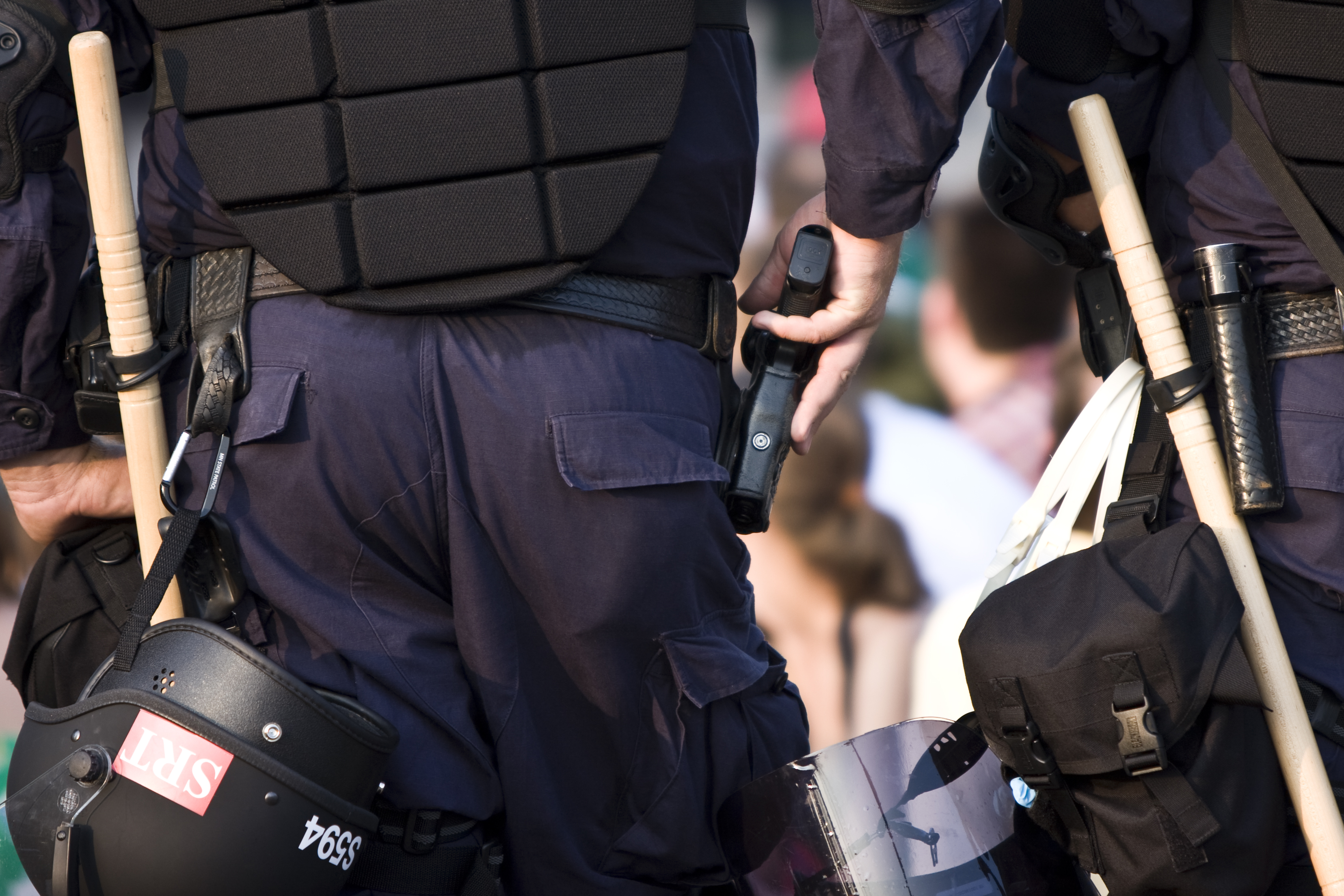
ホルスターに収められた拳銃を抜く、セントポール警察のSRT

国際刑事警察機構（ICPO）が行った調査では、調査に回答した国・地域のすべてが何らかの形で警察官に武器の携帯を認めており、それを使用できる場合は国によって異なるものの、おおむね日本と大同小異であった。
警察は、説得、助言、警告の行使が不十分と判断された場合にのみ、法の遵守を確保し、秩序を回復するために必要な範囲内で有形力を行使する。
- ロバート・ピール、『Principles of Law Enforcement』

Police use physical force to the extent necessary to secure observance of the law or to restore order only when the exercise of persuasion, advice and warning is found to be insufficient.

市民警察活動への（軍隊による）実力行使に関するオーストラリアの立場は、マイケル・フッドが『Calling Out the Troops: Disturbing Trends and Unanswered Questions』の中で述べている。また、Malebo Keebine-SibandaとOmphemetse Sibandaによる『Use of Deadly Force by the South African Police Services Re-visited』と比較することもできる。
実力行使の歴史は、警察官がその権力を乱用することを恐れて、確立された法執行の始まりにまでさかのぼる。しかし、今日の社会でもなお、そのような恐れは未だに存在する。そのため、この問題を解決する方法の一つとして、アメリカでは警察がボディカメラを着用し、一般市民とのすべてのやり取りの間はそれをオンにすることが要求されている。
実力行使は、ある状況において適切な武力の程度に関するガイドラインを示す「連続的な実力行使」によって標準化されることがある。ある資料では、実力行使の少ないものから多いものへと、非常に一般化された5つの段階が示されているものもある。この種の連続的な実力行使には、一般的に多くのレベルがあり、警官は、ものの数秒のうちに実力行使のレベルが変化する可能性があることを認識し、目の前の状況に適したレベルの武力で対応するように指示されている。